# باول ليا
باول ليا (بالإنجليزية: Paul Lea)‏ هو طبيب أمريكي، ولد في 19 فبراير 1929، وتوفي في 19 مايو 2009.

## وصلات خارجية
- باول ليا على موقع مرجع كرة القدم المحترفة.كوم (الإنجليزية)